# Silnice III/29110
Silnice III/29110 je pozemní komunikace na severu České republiky ve Frýdlantském výběžku Libereckého kraje. Spojuje Nové Město pod Smrkem s Jindřichovicemi pod Smrkem. Její povrch je zpevněných, pokrytý asfaltovým kobercem.

## Průběh
V Novém Městě na křižovatce severovýchodně od zdejší sokolovny odbočuje ze silnice II/291 a až na konec města tvoří dále Jindřichovickou ulici. Za městem prochází lesnatou krajinou, která se rozprostírá mezi Andělským vrchem (573 m n. m.) na východě a Hřebenáčem (567 m n. m.) na západě. Za lesem komunikace sleduje Jindřichovický potok až do malé vesnice Dětřichovec. Za ní opouští tok potoka a směřujíce k severozápadu míjí památný Hladový buk i zříceninu kostela svatého Jakuba Staršího. Následně vstupuje do Jindřichovic pod Smrkem, kde jihozápadně od tamního kostela Nejsvětější Trojice na křižovatce se silnicí III/2915 končí.